# Marijan Majo Prosen
Marijan »Majo« Prosen [márijan májo prosén], slovenski astronom, pedagog, popularizator astronomije in publicist, * 13. marec 1937, Brežice.

## Življenje in delo
Prosen je leta 1947 končal Osnovno šolo Jesenice na Gorenjskem in leta 1955 maturiral na Gimnaziji Postojna. Leta 1961 je diplomiral iz astronomije na FNT Univerze v Ljubljani. Med letoma 1962 in 1963 je bil profesor matematike in fizike na Osnovni šoli Valentina Vodnika v Ljubljani. V letih od 1963 do 1973 je bil strokovni sodelavec za astronomijo na Astronomsko-geofizikalnem observatoriju Golovec v Ljubljani. Med letoma 1973 in 1984 je bil profesor matematike in fizike na Železniški srednji šoli v Ljubljani. Med letoma 1985 in 1986 je bil pedagoški svetovalec-urednik matematičnih učbenikov na Zavodu SRS za šolstvo v Ljubljani. Med letoma 1985 in 1993 je spet poučeval matematiko in fiziko na Železniški srednji šoli v Ljubljani. Leta 1993 se je upokojil.
Objavlja strokovne in poljudne astronomske prispevke izključno v slovenskem jeziku. Ukvarja se tudi z zgodovino astronomije, nebesnim izrazjem (nomenklaturo) in astronomskim izrazoslovjem (terminologijo). Napisal je nekaj učbenikov iz astronomije in geometrije. S pisanjem člankov, poljudnimi predavanji in strokovnimi delavnicami popularizira astronomijo. Skoraj vse svoje knjige je sam uredil, tako da deluje tudi kot urednik.
V skupinskem delu je s tranzitnim inštrumentom z astronomskimi metodami izmeril točno lego – zemljepisno dolžino in širino, ljubljanskega astronomskega observatorija. Je soavtor učbenika Astronomija za 4. razred gimnazije (1970). 13 let je bil sodelavec astronomskih efemerid Naše nebo, bil je mentor prvih treh astronomskih taborov v Sloveniji (1978–1980), pri GZM je bil večkrat predsednik in ocenjevalec predloženih raziskovalnih nalog (iz astronomije in fizike), več kakor 10 let je bil področni urednik za astronomijo pri reviji Presek, kjer je v Presekovi knjižnici objavil dve knjigi, sodeloval je pri projektu TEMPUS – pouk in razvoj začetnega naravoslovja v sklopu Pedagoške fakultete v Ljubljani in Zavoda za šolstvo republike Slovenije (1990–92).
V letih od 1967 do 1972 je bil vodja Astronomske terminološke komisije pri DMFA Slovenije, kot urednik matematičnih učbenikov je v letih med 1984 in 1985 uredil 12 učbenikov, kot redaktor osnovnošolskih matematičnih učbenikov (za 6., 7. in 8. razred) pa še 3, sestavil je štiri učne načrte za fakultativni pouk astronomije na osnovnih in srednjih šolah ter učni načrt za šolske in obšolske astronomske dejavnosti za 5., 6. in 7 razred osnovnih šol. Je soavtor več kompletov diafilmov (astronomija) in avtor prosojnice (Sončev in Lunin mrk) pri Sava filmu, Ljubljana in petih radijskih oddaj. Opravil je tudi nekaj recenzij učbenikov.
V letih od 1969 do 1971 je bil predsednik Astronomske sekcije Prirodoslovnega društva Slovenije. V tem času je organiziral Akcijo AT-140 (projekt z brošuro) za samogradnjo reflektorja – daljnogleda z goriščno razdaljo 1400 mm.
Bil je soustanovitelj Preseka, astronomske revije Spika in Astronomskega društva Javornik (ADJ). V letih od 1979 do 1981 je vodil publicistično dejavnost ADJ, veliko predaval v ljubljanskem Planetariju, imel samostojno razstavo svojih del na 1. kongresu DMFA Slovenije (1994). Za Enciklopedijo Slovenije je napisal zgodovino slovenske astronomije in vsa gesla (20) za že umrle slovenske astronome. Z gesli iz astronomije je sodeloval tudi pri Ilustrirani zgodovini Slovencev (MK 1999) in pri novem Slovenskem velikem leksikonu.
Poleg Obzornika za matematiko in fiziko in Preseka je pisal ali pa še piše v naslednje revije: Slovenščina v šoli, Geografija v šoli, Fizika v šoli, Matematika v šoli, Predmetni pouk, Vzgoja in izobraževanje, Proteus, Naravoslovna solnica, Katarina, Eduka, Didakta, Spika, Gea, Kurirček, Kekec, Ciciban, Časopis za zgodovino in narodopisje (Maribor), Zbornik za zgodovino naravoslovja in tehnike (Ljubljana), Obzornik Prešernove družbe, Pavlihova pratika, časopisa Delo in Dnevnik itn.
Vodil je številne seminarje in astronomske delavnice za učiteljice in učitelje osnovnih šol, naravoslovne dneve in noči za študente, učitelje, učence in dijake, predaval je v knjižnicah itn. Skupaj z ženo sta v okviru predmeta Okoljska vzgoja napisala učbeniško gradivo iz astronomije (poglavja Zemlja in vesolje) z naslovom Prvi pogled (na vesolje) za 1. triado, kjer so vključeni novi pedagoški prijemi učenja osnovnih pojmov z igro, posnemanjem in prikazovanjem, in še priročnik Spoznavajmo Zemljo in vesolje za vso vertikalo sedanje 9-letne osnovne šole. Poleg tega sta napisala še nekaj literarnih del za otroke in odrasle (Zvezdni miti in legende) in nadaljevanki Maja in zvezde (10 nadaljevanj) in Moje in tvoje ozvezdje (12 nadaljevanj) v literarni reviji Kekec.

## Priznanja

### Nagrade
Za svoje pedagoško in strokovno delo je leta 1978 prejel red dela s srebrnim vencem, leta 1980 za knjigo Utrinki iz astronomije Levstikovo nagrado, leta 1984 zlato značko Prirodoslovnega društva Slovenije, leta 2004 je postal Prometej znanosti, leta 2004 je prejel Nagrado RS na področju šolstva. Prejel je še več drugih nagrad in pohval. Leta 2005 je imel tudi odmevno razstavo svojih del v Muzeju občine Šenčur. V zadnjem času se posveča samo zgodovini slovenske astronomije.

### Astronomsko delo
1. Nebo v letu 1960. Efemeride za Ljubljano ,priloga, Proteus XXII(1959/60).
2. Nebo v letu 1961. Efemeride za Ljubljano, Proteus XXIII (60/61).
3. Nebo v letu 1962. Efemeride za Ljubljano, Proteus XXIV (61/62).
4. Nebo v letu 1963. Efemeride za Ljubljano, Proteus XXV (62/63).
5. Nebo v letu 1964. Efemeride za Ljubljano, Proteus XXVI (63/64).
6. Nebo v letu 1965. Efemeride za Ljubljano, Proteus XXVII (64/65).
7. Nebo v letu 1966. Efemeride za Ljubljano, Proteus XXVIII (65/66).
8. Nebo v letu 1967. Efemeride za Ljubljano, Proteus XXIX (66/67).
9. Nebo v letu 1968. Efemeride za Ljubljano, Proteus XXX (67/68).
10. Nebo v letu 1969. Efemeride za Ljubljano, Proteus XXXI (68/69).
11. Nebo v letu 1970. Efemeride za Ljubljano, Proteus XXXII (69/70).
12. Nebo v letu 1971. Efemeride za Ljubljano, Proteus XXXIII (70/71).
13. Nebo v letu 1972. Efemeride za Ljubljano, Proteus XXXIV (71/72).
14. Nebo v letu 1973. Efemeride za Ljubljano, Proteus XXXV (72/73). (Vse efemeride skupaj s Franjem Dominkom in Pavlo Ranzingerjevo)
15. Astronomija za srednje šole, skripta v ciklostilu, DMFA SRS, Ljubljana 1969; (skupaj s Francetom Avscem) in urednik.
16. Določitev zemljepisne dolžine Astronomsko geofizikalnega observatorija, Publ. AGO št. 1, Ljubljana 1969; (skupaj. s Pavlo Ranzingerjevo).
17. Določitev zemljepisne širine Astronomsko geofizikalnega observatorija, Publ. AGO št. 2, Ljubljana 1970; (skupaj s Pavlo Ranzingerjevo).
18. Astronomija (za 4. r. gimnazije), DZS, Ljubljana 1971, 1975, 1989, 1993, 2006; (skupaj s Francetom Avscem) in urednik. (COBISS)
19. Astronomska opazovanja, DMFA SRS, Presekova knjižnica 3, Ljubljana 1978.
20. Astronomski daljnogledi za amaterje in šole, Iskra – sistemi in oprema za izobraževanje, Ljubljana 1978.
21. Prvi astronomski tabor v Sloveniji, Astronomsko društvo Javornik, Publ. 1, Ljubljana 1979; (skupaj s Hermanom Mikužem in J. Šobo) in urednik.
22. Osnove zvezdne fotometrije, ADJ, Publ. 2, Ljubljana 1979 in urednik. (COBISS)
23. Osnove vizualnega opazovanja spremenljivk, ADJ, Publ. 4, Ljubljana 1980; (skupaj z Borisom Khamom) in urednik.
24. Osnovne zveze med fotometričnimi količinami v astronomiji, ADJ, Publ. 5, Ljubljana 1980 in urednik.
25. Utrinki iz astronomije, MK, Ljubljana 1980. (COBISS)
26. Raziskovalne vaje iz astronomije, I. del, ADJ, Publ. 6, Ljubljana 1981 in urednik.
27. Pot v astronomijo, Mladina, št. 21; 28. 5. 1981 – priloga PRIZMA.
28. Orientiranje v naravi, MK (posebna izdaja Pionirja), Ljubljana 1981; (skupaj z J. Rotarjem in P. Svetikom).
29. Prvi stik z vesoljem, DZS, Ljubljana 1984. (COBISS)
30. Astronomček Tonček, MK, Ljubljana 1985.
31. Opazujem Sonce in Luno, MK, Ljubljana 1987. (COBISS)
32. Veliki in Mali medved, samozaložba, Ljubljana 1990.
33. Mala astronomija, Math d.o.o., Ljubljana 1991.
34. Orientacija, Math d.o.o., Ljubljana 1991.
35. Sonce zgodaj gori gre, MK, Ljubljana 1993.
36. Koledar našega razreda – astronomski del, DZS, Ljubljana 1993.
37. Koledar našega razreda (priročnik) – astronomski del, DZS, Ljubljana 1993.
38. Kaj lahko počnemo s senco, Tempus - razvoj začetnega naravoslovja, Univerza v Ljubljani, Pedagoška fakulteta, Ljubljana 1993.
39. Sonce - Zemlja - Luna, Gradivo za 25 - dnevne delavnice TEMPUS (Zemlja v vesolju in naravoslovna noč), Univerza v Ljubljani, Pedagoška fakulteta, Ljubljana 1994.
40. Opazujemo zvezde in planete, Gea VI/3, priloga 2 in poster, marec 1996.
41. Male zgodbe o Velikem vozu, Math, Ljubljana 1996; (skupaj s Stano Prosen).
42. Iz astronomskega mlina, Gea VII/2, priloga 1 in poster, febr. 1997.
43. Prvi pogled (priročnik za pouk vsebin iz poglavja Zemlja in vesolje pri predmetu okoljska vzgoja, prva triada), DZS, Ljubljana 1998; (skupaj s Stano Prosen).
44. Od kod zvezdam imena, Gea IX/1, priloga 1, jan. 1999; (skupaj s Stano Prosen).
45. Sonce na nebu, zbirka Mali in veliki svet, Spoznavanje okolja, DZS, Ljubljana 1999; (skupaj s Stano Prosen).
46. Astronomski kalejdoskop, Gea IX/9, priloga 6, sept. 1999.
47. Računski listi iz astronomije (Zemlja in vesolje) v knjigi Fizika 8 - Računske naloge, avt. L. Željko, DZS, Ljubljana 1999.
48. Delovni listi iz astronomije (Zemlja in vesolje) v knjigi Fizika 8 - Delovni listi, avt. V. L. Mrvič in M. Petrica, DZS, Ljubljana 1999.
49. Skrivnosti dneva in noči, Jutro, Ljubljana 1999.
50. Vesolje in Zemlja, zbirka Mali in veliki svet, Spoznavanje okolja, DZS, Ljubljana 1999; (skupaj s Stano Prosen).
51. Tudi zvezde praznujejo, Math, Ljubljana 1999; (skupaj s Stano Prosen).
52. Raziskujemo vesolje, zbirka Mali in veliki svet, Spoznavanje okolja, DZS, Ljubljana 1999; (skupaj s Stano Prosen).
53. Najlepše zvezde, tema meseca, Gea L. XI, št. 3 (marec 2001); (skupaj s Stano Prosen).
54. Spoznavajmo Zemljo in vesolje (priročnik z OŠ), DZS, Ljubljana 2001; (skupaj s Stano Prosen).
55. Astronomija za vsakogar, tema meseca, Gea L. XII, št. 3 (marec 2002).
56. Zvezdni miti in legende, Jutro, Ljubljana 2002; (skupaj s Stano Prosen).
57. Imena nebesnih teles, Jutro, Ljubljana 2003.
58. Ukvarjanje s senco, Presekova knjižnica 39, DMFA Slovenije, Ljubljana 2003.
59. Naša Luna, tema meseca, Gea L. XII, št. 11 (november 2003); (skupaj s Stano Prosen).
60. (Mali) leksikon astronomije, MK, Ljubljana 2004. (COBISS)
61. Panorama zvezdnega neba, MK, Ljubljana 2004.
62. Zvezde, zvezde, Jutro, Ljubljana 2005.
63. Jurij Vega in astronomija, Jutro, Ljubljana 2005.
64. Od Zemlje do Sonca, učbenik za izbirni predmet astronomija v OŠ, 1. sklop, Jutro, Ljubljana 2005; (skupaj z Majdo Vehovec).
65. Iz moje astronomske delavnice, Jutro, Ljubljana 2005 (v tisku).
66. Lavo Čermelj in Silvo Breskvar v slovenski astronomiji, Jutro, Ljubljana 2005 (v tisku).
67. Josip Plemelj in komet, Jutro, Ljubljana 2006; (skupaj s Stanislavom Južničem).
68. Fran Dominko v slovenski astronomiji, Jutro, Ljubljana 2007; (skupaj s Stanislavom Južničem).
69. Janez Vajkard Valvasor in astronomija, Jutro, Ljubljana 2007; (skupaj s Stanislavom Južničem).
70. Astronomija na Slovenskem in slovenski astronomi na tujem, Didakta, Radovljica 2008; (skupaj s Stanislavom Južničem).
71. Hallerstein in astronomija, Jutro, Ljubljana 2008.
72. Perger, Perlah in Strauss, slovenski astronomi 14. in 16. stoletja, Jutro, Ljubljana 2008.
73. Anton Peterlin v slovenski astronomiji, Jutro, Ljubljana 2008.
74. Olben in astronomija, Jutro, Ljubljana 2009.
75. Viljem Ogrinc, Ivan Tomec in Pavel Kunaver v slovenski astronomiji, Jutro, Ljubljana, 2010; (skupaj z Borisom Khamom).

### Neastronomsko delo
1. Kotne funkcije. Trigonometrija (Mat. zbirka nalog za srednje šole), DZS, Ljubljana 1988; (skupaj z Jožico Dolenškovo in Marjanom Vagajo).
2. Vektorji. Merjenje v geometriji; (skupaj z Mileno Strnad), DZS, Ljubljana 1990.
3. Tabele in podatki, DZS, Ljubljana 1990.
4. Geometrija v ravnini, DZS, Ljubljana 1991; (skupaj z Ivanom Pavliho).
5. Tempusovo snopje – poglavje Zemlja v vesolju, DZS, Ljubljana 1993.
6. Geometrija (priročnik za gimnazije in druge srednje šole), Jutro, Ljubljana 2002.
7. Geometrija v ravnini (Zbirka matematičnih nalog za srednje šole; predelana izdaja), DZS, Ljubljana 2003; (skupaj z Ivanom Pavliho).
8. Kotne funkcije. Vektorji  (Zbirka matematičnih nalog za srednje šole), DZS, Ljubljana 2004 (skupaj z Mileno Strnad).
9. Merjenje v geometriji, kotne funkcije, trigonometrija (Zbirka matematičnih nalog za srednje šole), DZS, Ljubljana 2004; (skupaj z A. Robnikom, Jožico Dolenšek in Marjanom Vagajo).

### Drugo
Objavil je 1350 strokovnih in poljudnih člankov, od tega približno 150 strokovnih, ter 7 recenzij. Imel je nad 300 predavanj in astronomskih delavnic.